# Łazowna
Łazowna (również Łazobna) - struga, lewy dopływ Tanwi o długości 11,29 km.
Struga płynie na Płaskowyżu Tarnogrodzkim. Wypływa na terenie wsi Bukowina, przepływa przez Biszczę i uchodzi do Tanwi w Wólce Biskiej.